# Hester Jonas
Hester Jonas, född 1570, död 24 december 1635, var en kvinna som avrättades för häxeri i Neuss i Tyskland. 
Hester Jonas var gift med Peter Meurer som ägde en väderkvarn. Hon led av svåra anfall av epilepsi. Hon tycks ha varit känd som klok gumma och ägde en alruna. 
I november 1635 arresterades hon för svartkonst. Vid de första förhören bestred hon anklagelserna. Hon underkastades då tortyr. Under den 19 och 20 december spändes hon tre gånger fast i häxsstolen, ett tortyrredskap bestående av en stol med metall, klädd med piggar, som värmdes upp med eld så metallspikarna upphettades. Detta fick henne att erkänna allt de ville att hon skulle erkänna, och hon bekände pakt med satan, trolldom och avfall från Gud och religion. 
Fyra dagar senare halshöggs och brändes hon.  